# 플레로마
플레로마(고대 그리스어: πλήρωμα pléróma)는 "채우다"(to fill up) 또는 "완전하게 하다"(to complete)를 뜻하는 플레로오(πλήρης pléroó)에서 유래한 낱말로, 충만 · 완전, 채우는 것 · 완전하게 하는 것, 채워진 것 · 완전하게 된 것, 충만한 상태 · 완전한 상태를 뜻한다.
플레로마는 이러한 일반적인 의미로도 사용되며 또한 이러한 일반적인 의미가 확대되어 신의 권능의 총체를 일컫는 의미로도 사용된다. 나아가 플레로마는 기독교와 나스티시즘 그리고 종교적 신비주의에서 보다 깊은 신학적 · 영지주의적 · 신비적 의미를 지닌다. 기독교 신학에서 플레로마는 신의 은총으로 충만한 상태, 즉, 구원받은 상태를 의미한다. 나스티시즘의 우주론에서 플레로마는 최고신이 자신의 스피릿을 발출하여 형성한 천상계를 뜻하는데 천상계는 다시 지상계, 즉, 물질 우주를 창조하는 원형이 된다. 이러한 천상계로서의 플레로마를 나스티시즘에서는 빛의 세계(Realm of Light 또는 World of Light)라고도 부른다. 종교적 신비주의에서 플레로마는 물질계의 한계를 초월한 영역에 대한 경험 또는 초월 영역을 경험하고 있는 상태를 의미한다.
신약 성경에서 플레로마(Pleroma)라는 단어가 사용된 곳은 Colossians 2:9을 포함하여 총 12곳이다. 프린스턴 대학의 일레인 페이글스와 같이 사도 바울이 영지주의자였다고 보는 나스티시즘 연구가들은 Colossians 2:9에 사용된 플레로마라는 단어는 기독교 신학이 아니라 나스티시즘의 문맥에서 해석해야 한다고 주장하였다.

## 같이 보기
- 청화천